# Jenny Berglund
Jenny Berglund, född 1968, är en svensk religionsvetare, docent vid Södertörns högskola.
Jenny Berglund disputerade 2009 på avhandlingen Teaching Islam: Islamic Religious Education at Three Muslim Schools in Sweden,. Jenny Berglund undervisar och forskar inom områdena islamologi samt religionsdidaktik. Framförallt har hon intresserat sig för islamundervisning i Europa. 2015 publicerade hon en rapport om statligt finansierad islamundervisning i Europa och USA för The Brookings Institution. Tillsammans med Simon Sorgenfrei har hon bland annat varit redaktör för boken Ramadan, en svensk tradition.
Jenny Berglund är aktiv i European Association for the Study of Religion (EASR) samt International Association for the Study of Religions (IAHR). Sedan 2015 är hon koordinator för IAHR-Women Scholars Network. 